# 合食禁
合食禁（がっしょくきん）、または食合禁（しょくごうきん）は、食に関する伝承の一つ。一緒に食べるときに食材の取り合わせが悪いとされる言い伝えであり、一般に消化に害を来たすとされている。平易な日本語では食べ合わせ（たべあわせ）、食い合わせ（くいあわせ）と呼ばれることが多い。

## 概要
日本で伝えられている合食禁は、元は中国から伝えられた本草学における薬物相互間作用の研究に加えて陰陽五行思想を食材にあてはめたものとされる。このため、科学的根拠の無いものもあるが、中には医学的に正しいとされるものも存在している。
中国大陸では食経と呼ばれる書物でたびたび採り上げられ、例えば、元の忽思慧による『飲膳正要』という本には「食物相反」の章が立てられて「牛肉と栗子」などの例が挙げられている。日本では、養老律令の職制律に、天皇に出す食事に合食禁を犯した場合には内膳司の責任者（次官）である典膳は徒3年の刑に処されるとある。また、南北朝時代に洞院公賢が著したとされる『拾芥抄』や江戸時代初期に貝原益軒が著した『養生訓』には多くの食禁が記されている。ただし、これらの書籍には鰻（うなぎ）と梅干、天麩羅と西瓜、蕎麦と田螺などのような今日知られる代表的な例は記されていない。これは鰻の蒲焼、蕎麦切り、天麩羅が江戸時代になってから食されるようになった食物であることによる（『養生訓』には蕎麦に関する例は一部挙げられているが、ごくわずかである）。栄養面での合食禁も伝えられている。

## 合食禁の実例

### 日本に古くから伝えられる合食禁

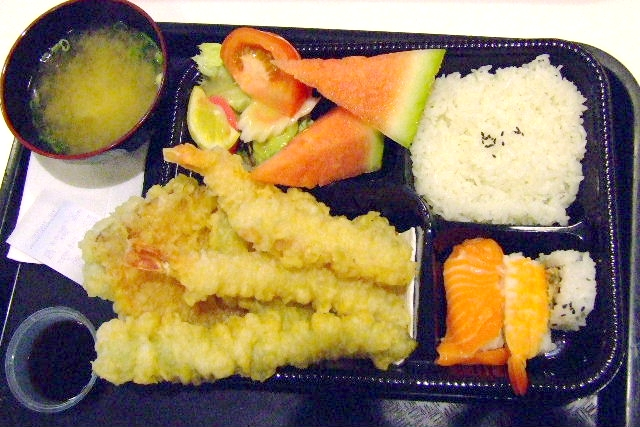
天ぷらと西瓜

- 鰻と梅干し: 鰻の脂っこさと梅干しの強い酸味が刺激し合い、消化不良を起こすとされた。ただし実際はむしろ酸味が脂の消化を助けるため、味覚の面も含めて相性の良い食材である[1]。『養生訓』には「銀杏に鰻」と記されており、これが転じたとするほか、高級食材である鰻の食べすぎを避けるため、酸っぱいものと一緒に食べると腐っているのがわかりづらいから[2]など諸説があるが、医学的な根拠が見つかっていないため定説は存在しない。
- 天ぷらと氷水、天ぷらとスイカ: 水と油で消化に悪いとされた[3]。実際、胃の負担が増加し、消化に支障をきたすことが確認されている[1]。なお、「胃酸が薄まるから」という説もあるがそれほどの量のスイカを食べることは普通はない[2]。
- ヤギと冷たい飲み物: 主に沖縄県。ヤギの脂肪が胃の中で冷やされ、凝固して気分が悪くなるといわれる。これも「水と油」の例と思われる[3]。
- 蟹と柿: 本草綱目に記載。体を冷やすとされた。実際に、蟹や柿に体温を下げる効果があり[4]、さらには蟹タンパク質と柿のタンニンが結合して体調不良を起こす可能性も指摘される[1]。この食べ合わせは李氏朝鮮の国王景宗の死因とされる。ただし、「海のものと山のものを同時に手に入れようとすると流通の問題でどちらも劣化してしまうから」という説もある[1][2]。
- 鮎と牛蒡、浅蜊と松茸: 旬が大幅にずれている例。冷蔵技術が未発達だった当時、時期外れの食品は傷んで食中毒の原因になったためと思われる。
- 蕎麦と田螺: ほとんど噛まずに食べる蕎麦と、硬く消化に悪いタニシの組み合わせで、さらに消化を悪くするとされる。「食べ過ぎないように」とする見解もある[3]。
- 蕎麦と茄子の漬け物:体を冷やすとされた。 両方とも体を冷やす作用があることが確認されている。
- おこわと河豚、タケノコと黒砂糖: 高級食材の食べ過ぎを防ぐために作られた話と言われ[3]、現在でも贅沢の極みとして避けられることが多い。
- 胡瓜とトマト: 胡瓜に含まれる酵素がトマトのビタミンCを還元型に変えるため（還元型は効用が低い）。しかし、体内では酸化型ビタミンCを還元型に変える酵素が作られているため実際のところは問題ない[2]。
- 蛸と蕨: 蕨（わらび）の過剰摂取により、ワラビ中毒（蕨特有の主成分に依るもの）を引き起こす危険性がある[3]。
- 蛸と梅: ここでいう梅とは青梅（あおうめ）のこと。上記と同様に青梅の過剰摂取で青酸配糖体による中毒を引き起こすため[3]。
- 胡桃と酒: のぼせやすくなるとされた。胡桃の実には血圧を上げる効果があるため[3]。
- 鮫と梅干、数の子と熊の胆、小豆飯と蟹肉、西瓜と干鱈: 命に関わる組み合わせで、死亡例も報告されている[5]。
- タコとアワビ、蟹と椎茸、フグと青菜、鯖と芋がら、海老と茸、タコと浅漬け、鯉と生葱: 消化器系に異常をきたす組み合わせ[5]。

### 現代日本の合食禁
現代の栄養学的・医学的知見に基づいて、避けるべきとされている食物の組み合わせ。
- スイカとビール: 両方ともほとんど水分であるが、利尿作用もある。ビールの摂取が進みすぎ、急性アルコール中毒を引き起こす可能性がある。また、水分を摂っているつもりでも気づかないうちに脱水症状に陥っていて、水泳前や入浴前では水死の危険性もある[3]。
- お茶と鉄分（非ヘム鉄）を含む食品: お茶による食品中の鉄分（非ヘム鉄）の吸収阻害のこと。 食後に茶（特に緑茶）を摂取すると、食品中に含まれる非ヘム鉄は吸収を受けにくい形に酸化されてしまう。鉄欠乏性貧血で悩む人やダイエットによって鉄分の補給が十分でない人は、食後すぐに緑茶を飲むのは避けるべきである。
- 生の卵白とビオチンを含む食品（代表例: 酵母、レバー、豆類、卵黄など）: アビジンがビオチンの腸管からの吸収を阻害する。
- ラムネ系食品（代表例:メントス）と炭酸飲料（代表例: ダイエットコーラ）: 胃の中で急激な発泡（メントスガイザー）が発生する事で食道から胃にかけて損傷するという説。実際には起こらないという検証データも示されており意見が分かれている。

### 宗教的理由による合食禁
食のタブーによる「宗教的理由」により、戒律で避けなければならない事例である。
- 食肉と乳製品: ユダヤ教での禁忌。子を親の乳で煮て食べる事は残酷な事だ、という発想から転じて、親子関係の有無に関わらず、獣肉および家禽の肉を乳製品と同時に食べることはもちろん、肉料理を食べた後十分な時間を置かずに乳製品の入ったデザートを食べることも、肉と乳が胃の中で混ざると考えられ禁忌とされる。正統派のユダヤ教徒は、食器や調理器具はもとより、食器洗い機も肉用と乳製品用に分ける。レビ記と613のミツワー第195および196、カシュルートを参照。
- ドリアンとアルコール飲料: 東南アジアでは古くから言い伝えられているが医学的な根拠は見つかっていない。詳細はドリアンの項を参照のこと。

### 薬剤との合食禁
一般的には「食べ合わせ」という呼称よりも「飲み合わせ」という呼称が用いられる。特定の薬剤と食品中の成分が体内で薬物相互作用を起こし、薬効または副作用が極端に強まったり、減衰したりする。薬剤同士の飲み合わせには処方する薬剤師によって管理される。
- グレープフルーツと多くの薬剤: カルシウム拮抗剤、免疫抑制剤、抗不安薬、高脂血症薬、抗エイズ薬など幅広い薬剤で、薬効が強まることがある[6]。急激な血圧降下が見られることもある。グレープフルーツ中のフラボノイド類と、体内の酵素のCYP3A4が相互作用を起こしているという報告がある[6][7]。
- アルコール飲料と一部の医薬品: インスリンや経口血糖降下薬といった糖尿病の治療薬は、酒と合食することで激しい副作用が生じたり、重篤な低血糖を招くため禁忌である。またバルビツール酸系の鎮静剤、睡眠薬・三環系抗うつ薬・抗ヒスタミン薬との合食は、薬効が強まり、中枢神経の活動を過度に抑制し、意識障害や呼吸困難に陥り、最悪の場合死亡してしまうため禁忌である。
- 牛乳と一部の抗生物質・抗菌薬: テトラサイクリン系抗生物質やニューキノリン系抗菌剤は、金属イオンとキレートを形成する部位を有する[6]。このため牛乳と服用すると薬物が不溶化し、吸収効率が下がる[6]。また一部のβ-ラクタム系抗生物質も、牛乳により吸収が阻害される[6]。
- カフェインと一部の医薬品：カフェイン#薬物相互作用も参照。
- 多数の食品と抗菌薬: 抗菌薬のイソニアジドは、チーズ・ワイン等に含まれるチラミンや、魚の干物等に含まれるヒスタミンの分解を阻害するため、分解できなかったチラミン・ヒスタミンの毒性により動悸、腹痛等が起きることがある[6]。
- ニンニクと抗凝固剤: ニンニクが有する抗血小板作用により、抗凝固剤ワルファリンの薬効が下がることがある[6]。
- ビタミンB6とL-DOPA: パーキンソン病の治療に用いられるL-DOPAは、ビタミンB6により分解しやすく薬効が下がる[6]。
- ビタミンCと卵胞ホルモン剤: 卵胞ホルモン剤のエチニルエストラジオールは大量のビタミンCにより吸収効率が上がり、出血を生じることがある[6]。
- ビタミンDと一部の強心薬: 強心薬のジゴキシンと大量のビタミンDを摂取すると、高カルシウム血症により副作用が強まることがある[6]。
- ハーブ・イチョウ葉と各種薬剤: 健康食品等に含まれるハーブやイチョウの葉は、種類によっては各種薬剤の働きを阻害することがある[6]
- ビタミンKとワルファリン：血栓防止の効果がビタミンKによって弱まる。納豆、クロレラ、青汁にビタミンKが多い[8]。